# Владимир
Влади́мир (рос. Владимир) — місто обласного підпорядкування в Російській Федерації, адміністративний центр Владимирської області.
Населення міста становить 345 373 особи (2010).

## Назва
Назва міста пішла від імені Володимир, і в старовину записувалося як Володимѣрь, де прикінцеве ь походить від праслов'янського присвійного суфікса *-jь (тобто «Володимирів», «місто Володимира»), ця йотація викликала пом'якшення попереднього [r]; далі назва збіглася за формою з особовим ім'ям.
Варіанти
- Владимир — теперішня російська назва. Пов'язана з тим, що особове ім'я Володимир в Росії тепер уживається у церковнослов'янській неповноголосній формі «Владимир» (див. докладніше про походження імені «Володимир»).[джерело?]
- Володимир-над-Клязьмою (рос. Владимир-на-Клязьме) — первинна руська назва з позначенням становища (Клязьма); проти давнішого Володимира.[джерело?]
- Володимир-Заліський (рос. Владимир-Залесский) — так само; руська назва з позначенням регіону (Залісся).[джерело?]

## Географія
Місто розташоване в основному на лівому березі річки Клязьми, лівої притоки Оки, басейн Волги, та невеликою площею на правому березі. З півдня та південного сходу до міста підходять лісові масиви.
Площа Владимира спочатку становила 124,6 км², хоча забудова займала тільки 60 км². У 2006 році в межі міста увійшла низка навколишніх селищ, які нині перетворені на окремі мікрорайони. Після такої реформи площа Владимира становить 308 км².

## Історія

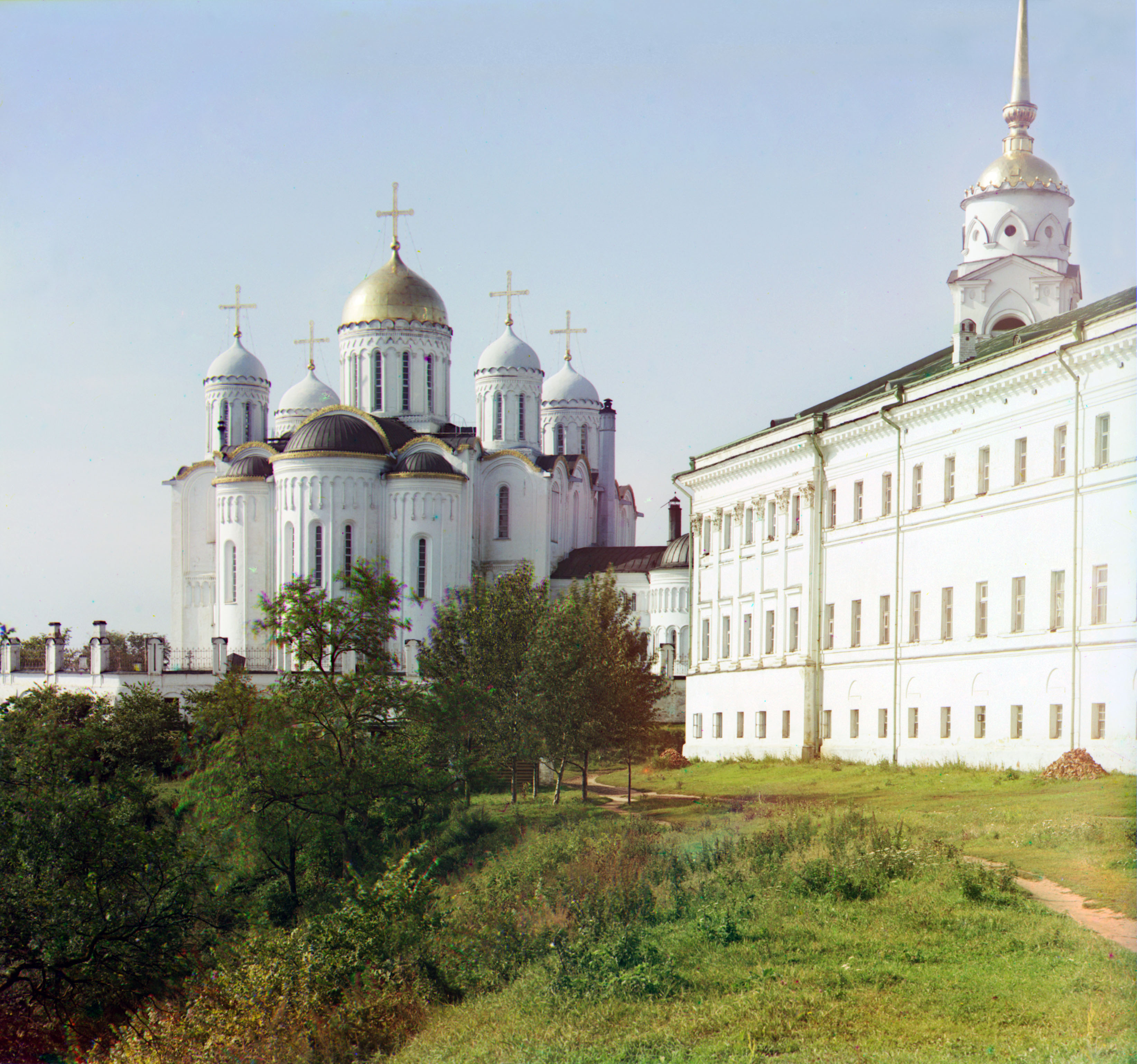
Успенський собор

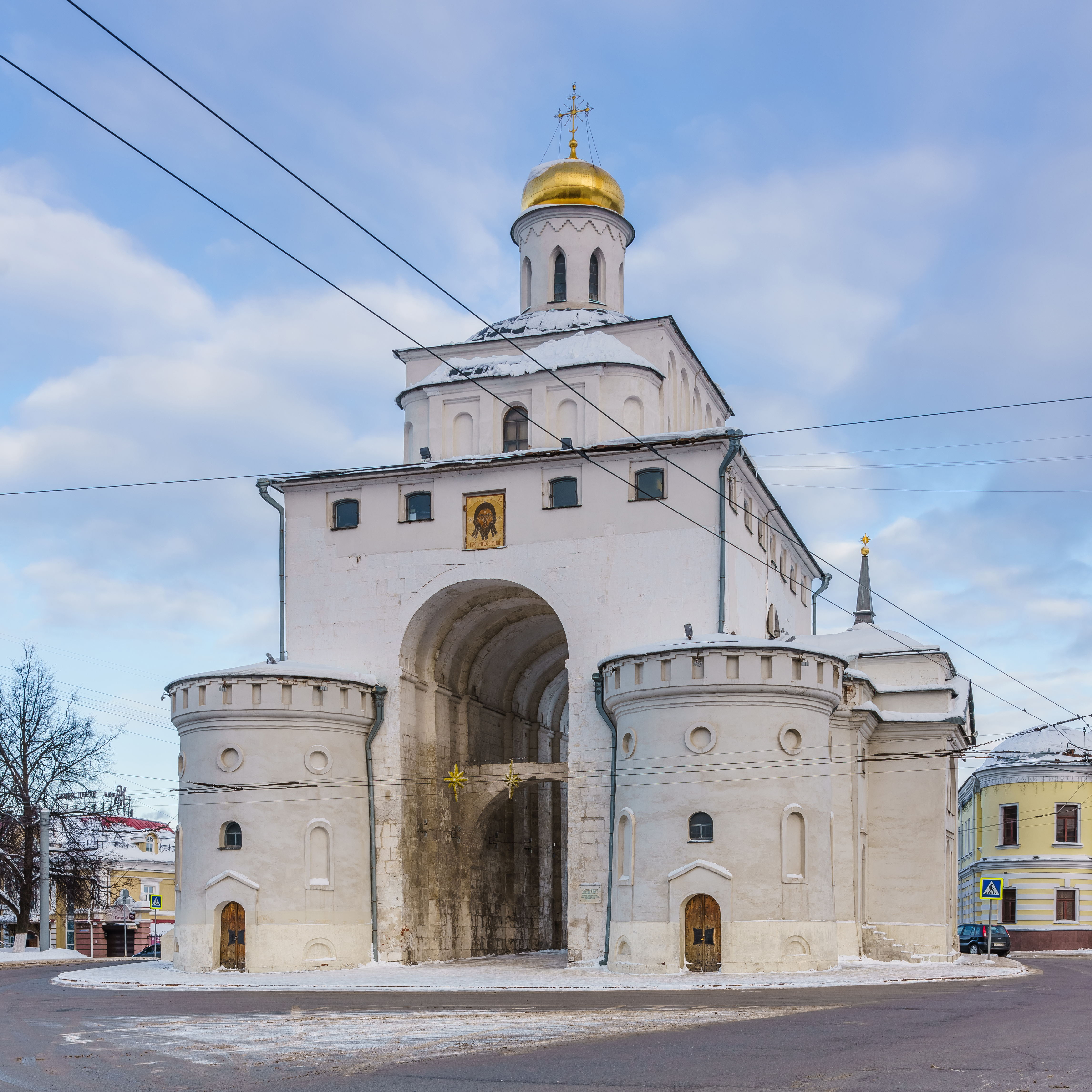
Золоті ворота

Перші люди на території міста селились ще приблизно 30-25 тисяч років до н. е. — Сунгирська стоянка.
В III тис. до н. е. сюди приходять волго-фінські племена.
У VI-VII століттях терен заселяє фіно-угорське плем'я меря.
В VIII-X століттях на пагорбі, де пізніше був збудований Успенський собор, розташовувалось мерянське поселення.
У IX—X століттях сюди проникають слов'яни — ільменські словени.
Точна дата заснування міста невідома. Пізніші московські літописні джерела (Софійський перший літопис, Воскресенський і Никонівський, Руський Временник, Степенна Книга, Тверський літопис) приписують заснування міста Володимиру Святославичу, називаючи різні дати — 987, 990 або 992. Інші (Іпатський літопис, Синодальний літопис) відносять початок існування міста до часів Володимира Мономаха — близько 1108.
Перша згадка в давньому джерелі, яку можна безсумнівно віднести до Владимира-на-Клязьмі, трапляється у Лаврентіївському літописі й датована 1151 роком. Час заснування не вказаний, але в цьому ж джерелі в описі подій за 1176 наводяться відомості про засновника: постави бо преже градо-сь великии Володимеръ. и потомъ кнѧзь Андрѣи. З аналізу літопису можна зробити висновок, що міста не існувало ще в 1097.
Найбільш прийнятною є точка зору, згідно з якою Володимир-на-Клязьмі закладається і укріплюється в 1108 Володимиром Мономахом — як опорний пункт захисту Ростово-Суздальського князівства.
У 1157 князь Андрій Боголюбський переніс сюди столицю Владимиро-Суздальського князівства. В письмі Андрія Боголюбського до Патріарха Лукки і в отриманій відповіді від Патріарха (1160) вказується про заснування міста роком раніше для отримання статусу Митрополії.
В XII столітті місто, разом із Суздалем, було центром владимиро-суздальської школи мистецтва.
У 1238 на місто напали татари, які нападали потім ще кілька разів.
В 1299 стає резиденцією (осідком) київських митрополитів. Однак на середину XIV століття ця роль переходить до Москви.
В 1382 на місто напав Тохтамиш, в 1441 — татарський царевич Талич та нижньогородський воєвода Карамишев.
В 1609 владимирці повстали проти ставленика Лжедмитрія II воєводи Вельямінова.
1614 на Владимир напали поляки на чолі з Лісовським.
З 1719 — центр провінції, з 1778 — намісництва, з 1796 — губернії. В листопаді 1797 тут відкрита перша типографія, 1804 — гімназія, в 1834 — бібліотека.
В 1838-1840 в місті був у засланні Олександр Герцен.
У 1847 заснований драматичний театр, 1861 — прокладена залізниця, 1862 — заснований краєзнавчий музей, 5 грудня 1908 — збудована перша електростанція.
В жовтні-листопаді 1917 в місті встановлено радянську владу.
25 червня 1927 тут бував Володимир Маяковський.
14 січня 1929 Владимир переходить до складу Івановської області.
5 березня 1932 почав працювати хімічний завод, у травні — машинобудівний.
14 серпня 1944 Владимир стає центром області.
21 квітня 1945 збудовано тракторний завод, 1950 відкрито педагогічний інститут, 8 листопада 1952 прокладена перша тролейбусна лінія, 1952 відкрито стадіон «Торпедо», 1960 збудовано міст через Клязьму, 1964 відкрито політехнічний інститут.

### Владимирська в'язниця
Владимирський централ — в'язниця для особливо небезпечних злочинців, побудована за указом імператриці Катерини II в 1783.
З 1906 стали називати централом.
На початку 1921 року Владимирський централ був перетворений на губернський ізолятор спеціального призначення — політізолятор.
За радянських часів, Владимирська в'язниця входила в систему «особливих таборів і в'язниць», організовану для утримання засуджених до позбавлення волі шпигунів, учасників різних антирадянських організацій та інших.
Серед відомих діячів, які не пішли на співпрацю з радянським ладом і загинули в місцевій тюрмі, відзначимо архімандрита Української греко-католицької церкви, праведника народів світу Климентія Шептицького, головнокомандувача естонських військ Йохана Лайдонера, представника польського Опору часів Другої світової війни Яна Янковського, католицького архієпископа Мечисловаса Рейніса. Їм усім було встановлено меморіальні дошки на Князь-Владимирському цвинтарі, але в жовтні 2023-го року меморіал жертвам радянських репресій було знищено.

## Адміністративний поділ
Місто адміністративно ділиться на три округи (2002):
- Ленінський — 119 356 осіб
- Октябрський — 79 991 особа
- Фрунзенський — 116 607 осіб

1 січня 2006 року в межі міста було внесено кілька навколишніх селищ:
- Абакумово
- Енергетик — 6 029 осіб (2002)
- Заклязьменський
- Злобіно
- Комунар — 3 208 осіб (2002)
- Кусуново
- Лунєво
- Мостострой
- Нємцово
- Оргтруд — 4 496 осіб (2002)
- Спаське
- Уварово
- Шепелєво
- Юр'євець — 11 618 осіб (2002)

## Міста-побратими
- Чехія — Усті-над-Лабем
- Фінляндія — Керава
- Польща — Єленя-Ґура
- Німеччина — Ерланген
- Італія — Ангіарі
- Велика Британія — Кентербері
- КНР — Чунцін
- Франція — Сент
- Канада — Калгарі
- Японія — Нара[джерело?]
- США — Блумінгтон-Нормал
- Туреччина — Анталія[7]
- Італія — Барі[7]
- Білорусь — Бобруйськ[7]
- Палестина — Вифлеєм
- Гагра[7]
- Німеччина — Єна
- Кіпр — Ларнака[7]
- США — Сарасота[7]
- Італія — Тренто[7]
- КНР — Хайкоу[7]

## Культура і освіта
Серед закладів освіти в місті діють державний університет(з 2011 року включає в себе педагогічний інститут - колишній гуманітарний університет), юридичний інститут Федеральної служби виконання покарань, інститут бізнесу( закрито у 2018 році) та кілька філіалів інших вузів країни. Серед середніх спеціальних закладів освіти  сільськогосподарський технікум, авіамеханічний, медичний, музичний, культури та мистецтв, педагогічний, технологічний, індустріальний політехнічний, будівельний, торгово-економічний та хіміко-механічний коледжі, технікум економіки та права.
Владимир має розвинену базу туристичних закладів — численні готелі («Владимир», «Золоте кільце», «Зоря», «Клязьма» та ін.), кафе та ресторани.
Серед закладів культури діють обласний драматичний театр імені А. В. Луначарського, театр ляльок та філармонія. Працюють музеї Владимиро-Суздальського заповідника.

## Економіка
Владимир — великий промисловий центр Росії. В місті працюють підприємства машинобудівної (заводи автоприладобудівний, тракторний(закрито у 2018 році), точних машин, електроніки та електроприладів), хімічної (хімічний завод), електроенергетики (ПМЕС та 2 ТЕЦ) та харчової (заводи лікеро-горілчаний(закрито у 2020 році), молочний) промисловостей. На 2008 рік всіма підприємствами міста було вироблено продукції на загальну суму 37,8 млрд руб.

## Транспорт
Місто є великим транспортним вузлом. Через Владимир проходить залізниця Москва— Нижній Новгород, тут починається залізнична гілка Владимир—Тума. Центральний залізничний вокзал розташований на березі річки Клязьми поруч із річковим вокзалом. Великі вокзали є також у нових мікрорайонах міста — Юр'євець і Боголюбово.
Через місто проходить автомагістраль М-7 «Волга» з Москви на Нижній Новгород. На північ йдуть магістралі А-113 до міста Іваново, Р-74 на Ростов та Р-75 на Александров, на південь — Р-72 на Муром та Р-73 на Туму. В останні роки збудована велика об'їзна дорога правим берегом річки Клязьми.
На західній околиці міста розташований аеропорт міжнародного значення «Владимир».
В самому місті діють тролейбусне та автобусне сполучення.

## Сакральні споруди та інші видатні місця
В місті нараховується 239 будівель, що охороняються.
Більшість збережених храмів Владимира належать до доби бароко.
- «Золоті ворота» (1158–1164 рр., перебудовані наприкінці XVIII ст. — білокам'яна тріумфальна арка, над нею церква Ризположення (1795–1810 рр.)
- Успенський собор (1158–1160 рр., перебудований в 1185–1189 рр.) — білокам'яний собор з фресками XII ст. та 1408 р. (роботи Андрія Рубльова та Даниїла Чорного), 1810 р. до собору прибудована дзвіниця у стилі псевдоготики
- Дмитровський собор (1194—1197 р.)
- Княгинін монастир із Успенським собором (межа XV–XVI ст., фресковий ансамбль 1640-х рр.) та Казанською церквою (1789 р.)
- Церква Успіння Богородиці (раніше тут був монастир; 1644–1649 р., т. зв."узорочьє")
- Церква Миколи Чудотворця Галейського (1732–1735 рр.) — в наришкінському стилі
- Церква Святого Микити (1762–1765 р.) — в стилі єлизаветинського бароко
- Миколо-Кремлівська церква, 1761 р., бароко.
- Троїцька церква — 1740–1746 рр., у наришкінському стилі, дзвіниця XIX ст., класицизм
- Ансамбль холодної Спасо-Преображенської (1772–1778 рр., бароко, на місці найдревнішого у місті храму XII ст.) та теплої Микольської (кінець XVII ст.) церков
- Споруди Богородице-Різдвяного монастиря (XVII–XXI ст.)
- Вознесенська церква (1718–1724 рр., бароко) із дзвіницею (1813 р., класицизм)
- Князь-Володимирська церква (1785 р., бароко)
- Георгіївська церква (1778–1796 рр., бароко, на місці храму XII ст.)
- Церква Михайла Архангела у Красному Селі (1788 р., перехід від бароко до класицизму)
- Олексіївський монастир із собором Костянтина та Єлени (1770-і рр., бароко)
- Церква Михайла Архангела («Червоний храм»). 1893 р., псевдоросійський стиль.
- Церква Миколи Чудотворця в Кусуново. 1721 р., у наришкінському стилі.
- Церква Різдва Богородиці в Ковергіно (1845–1856 рр.) — у псевдовізантійському стилі
- Торгові ряди (1787 р.)
- Будівля міської лікарні («Білий корпус») — 1799–1802 рр., класицизм
- Срітенська церква (класицизм, 1807 р.)
- Троїцька церква («Червона») — 1913 р., модерн
- Католицький храм Святого Розарія (1894 р.)
- Пам'ятник до 850-річчя Владимира (1960 р.) — скульптор Д. Б. Рябічев, архітектор О. Н. Душкін

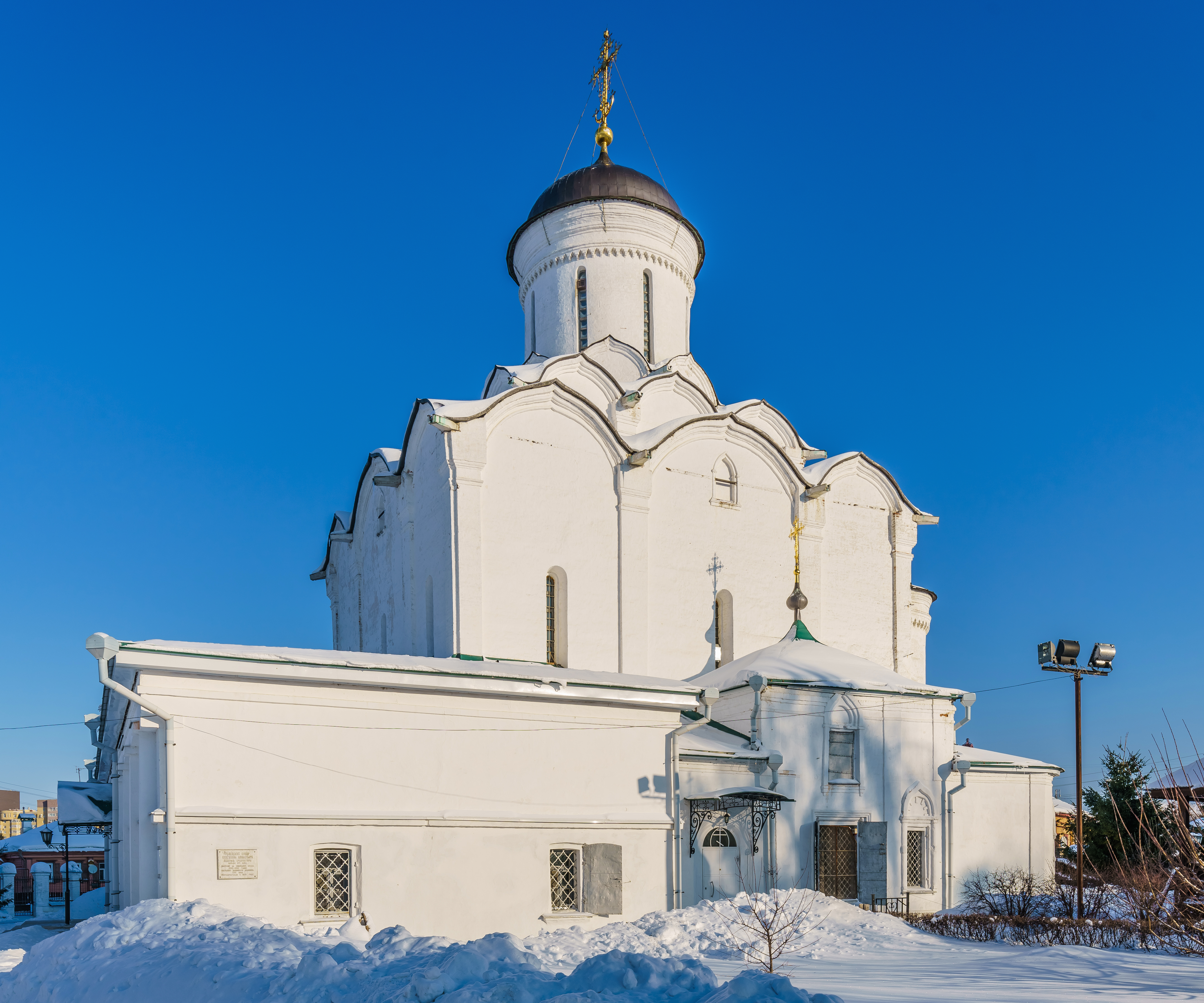
Собор Княгиніна монастрия, бл. 1500 р.
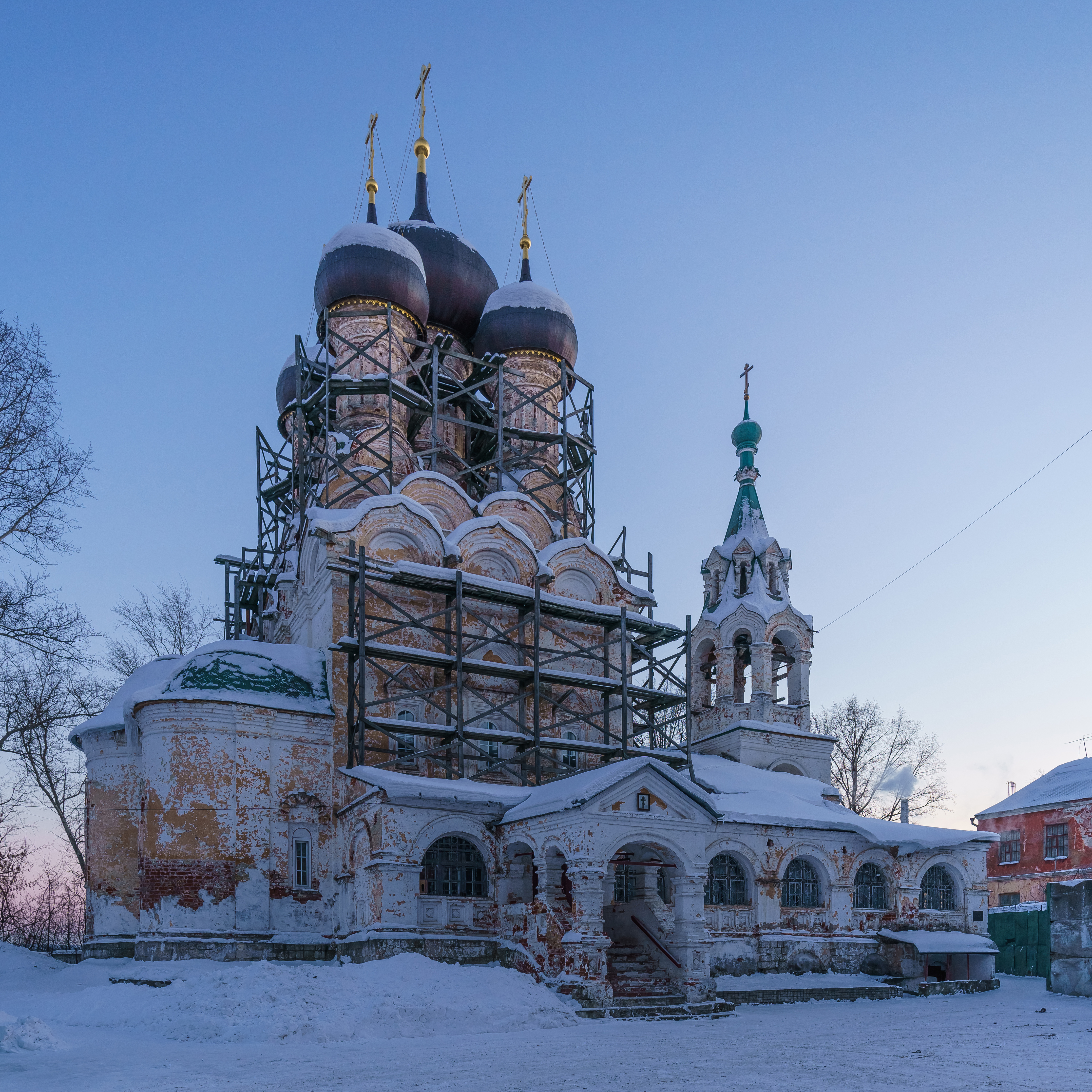
Успенська церква, 1644 - 1649 рр.
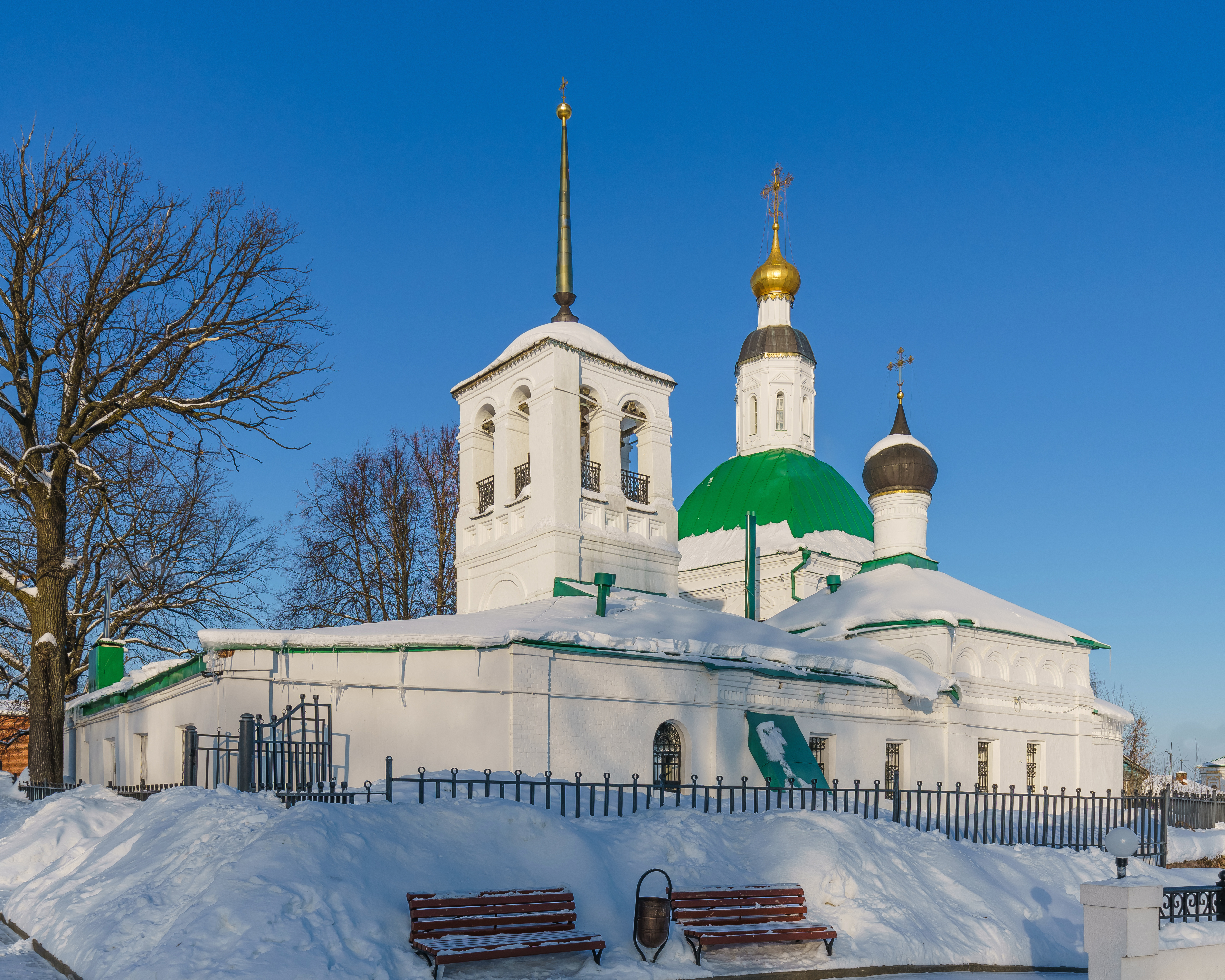
Церква Миколи Галейського, 1732 - 1735 рр.
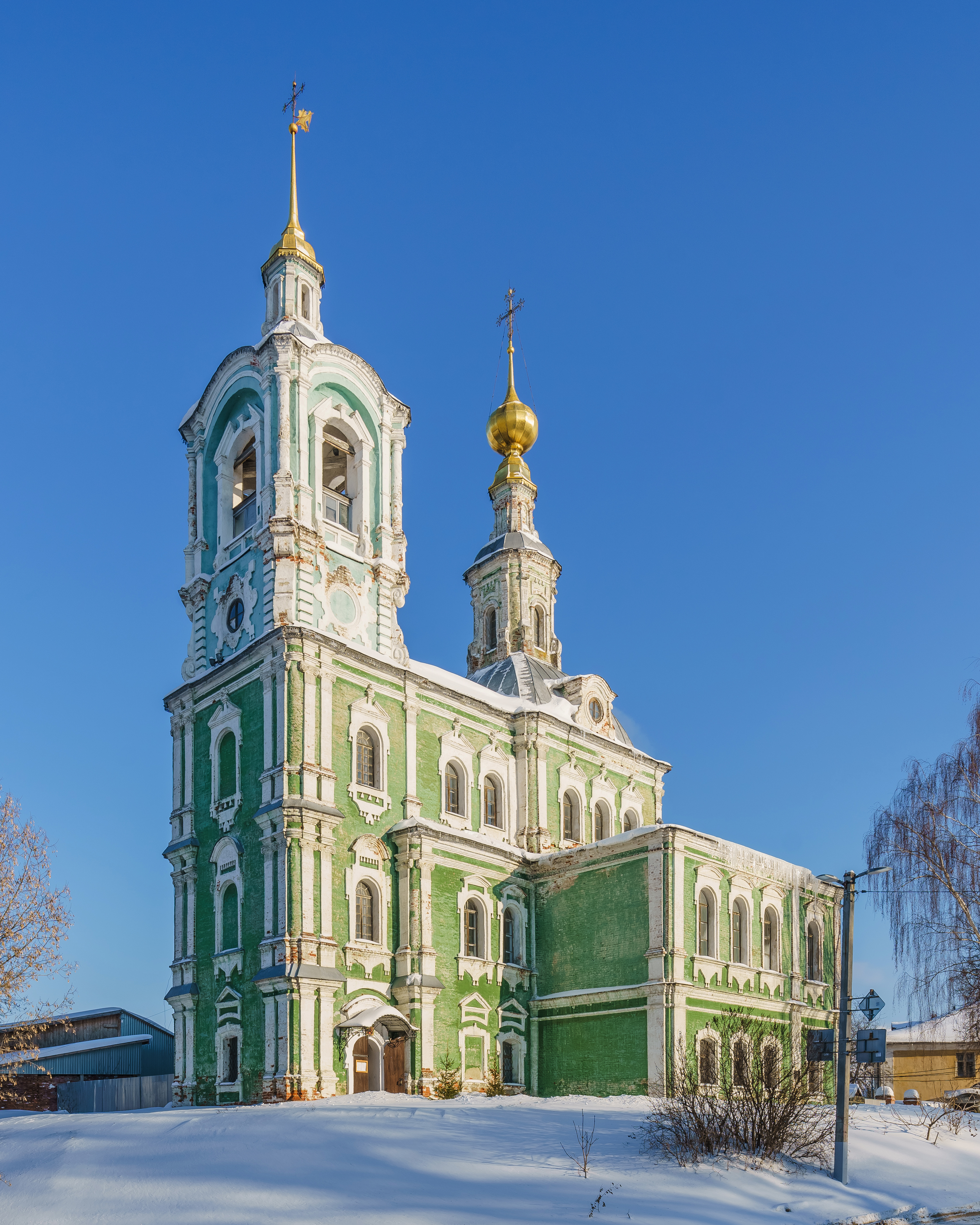
Церква Микити, 1762 - 1765 рр.
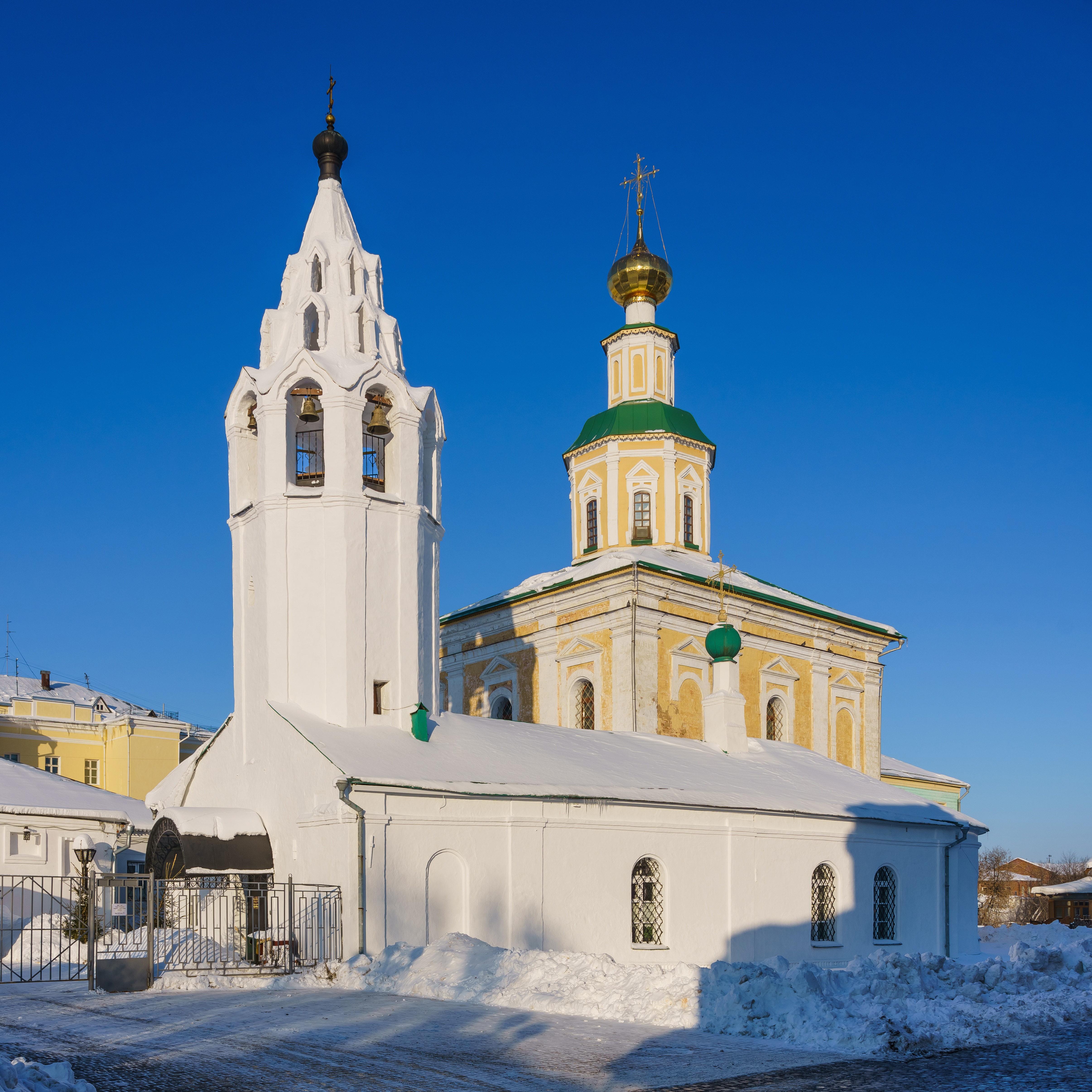
Георгіївська церква, 1778–1796 рр.
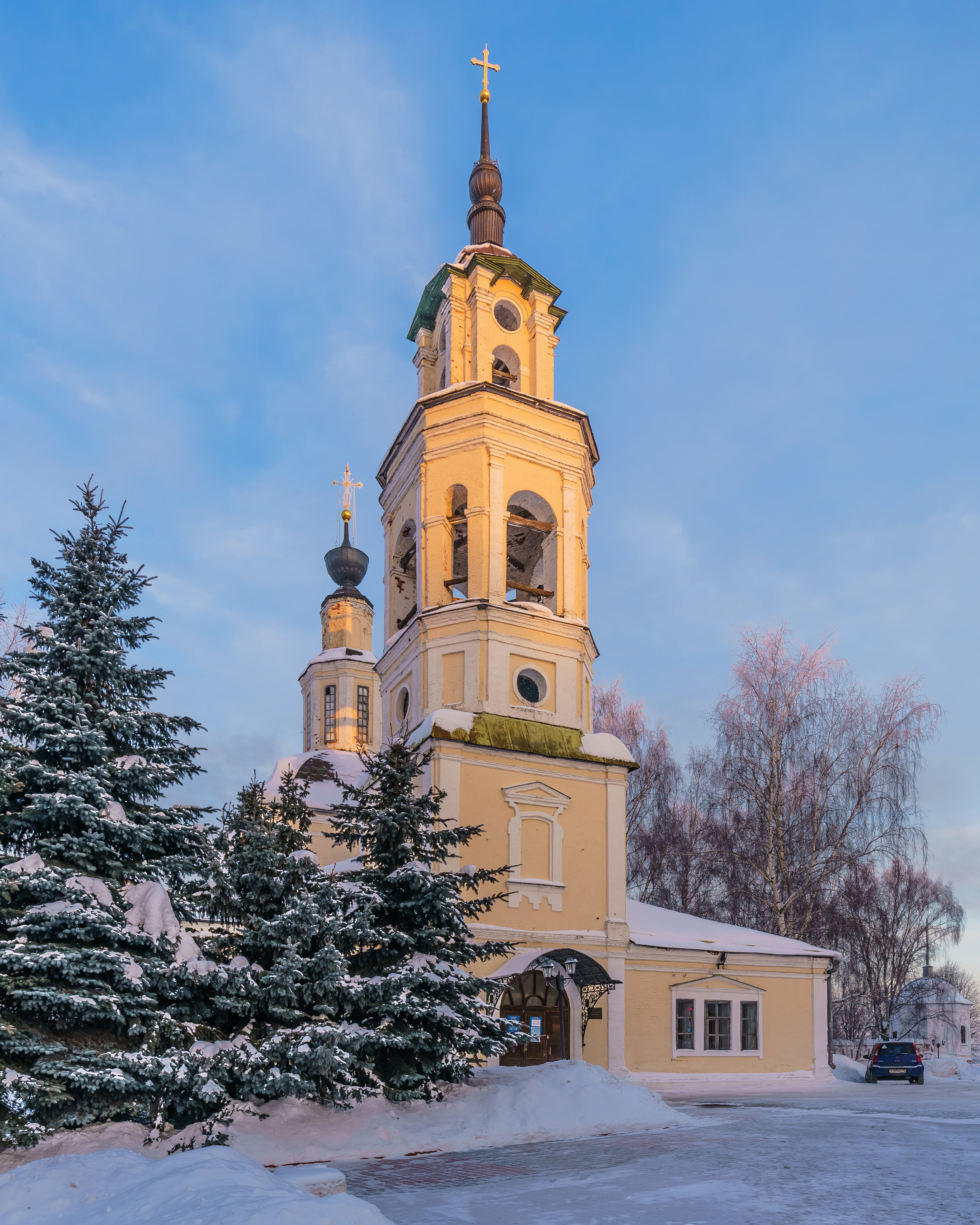
Миколо-Кремлівська церква,1761 р.
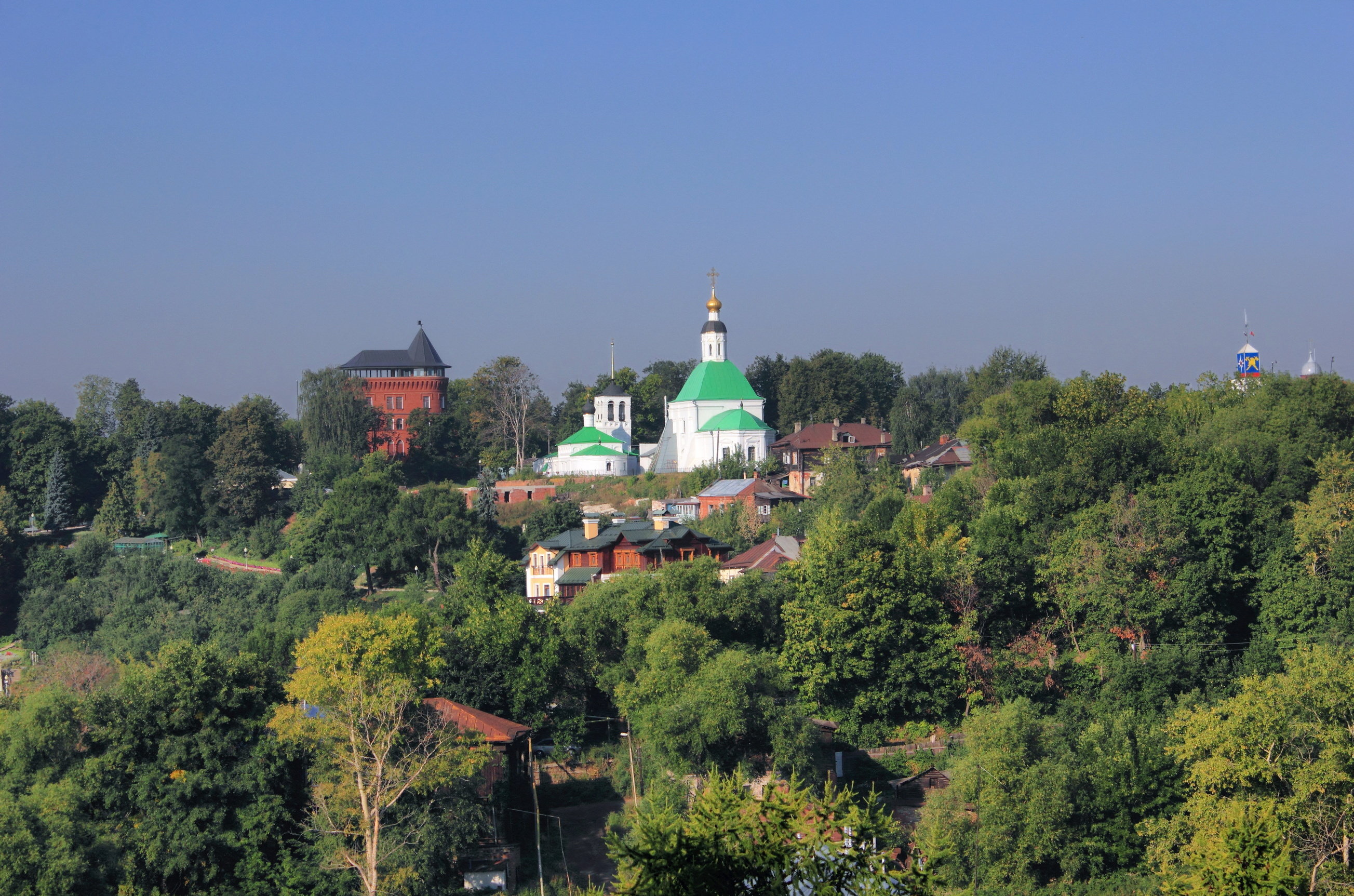
Храми Спасо-Преображенського приходу, XVII - XVIII ст.
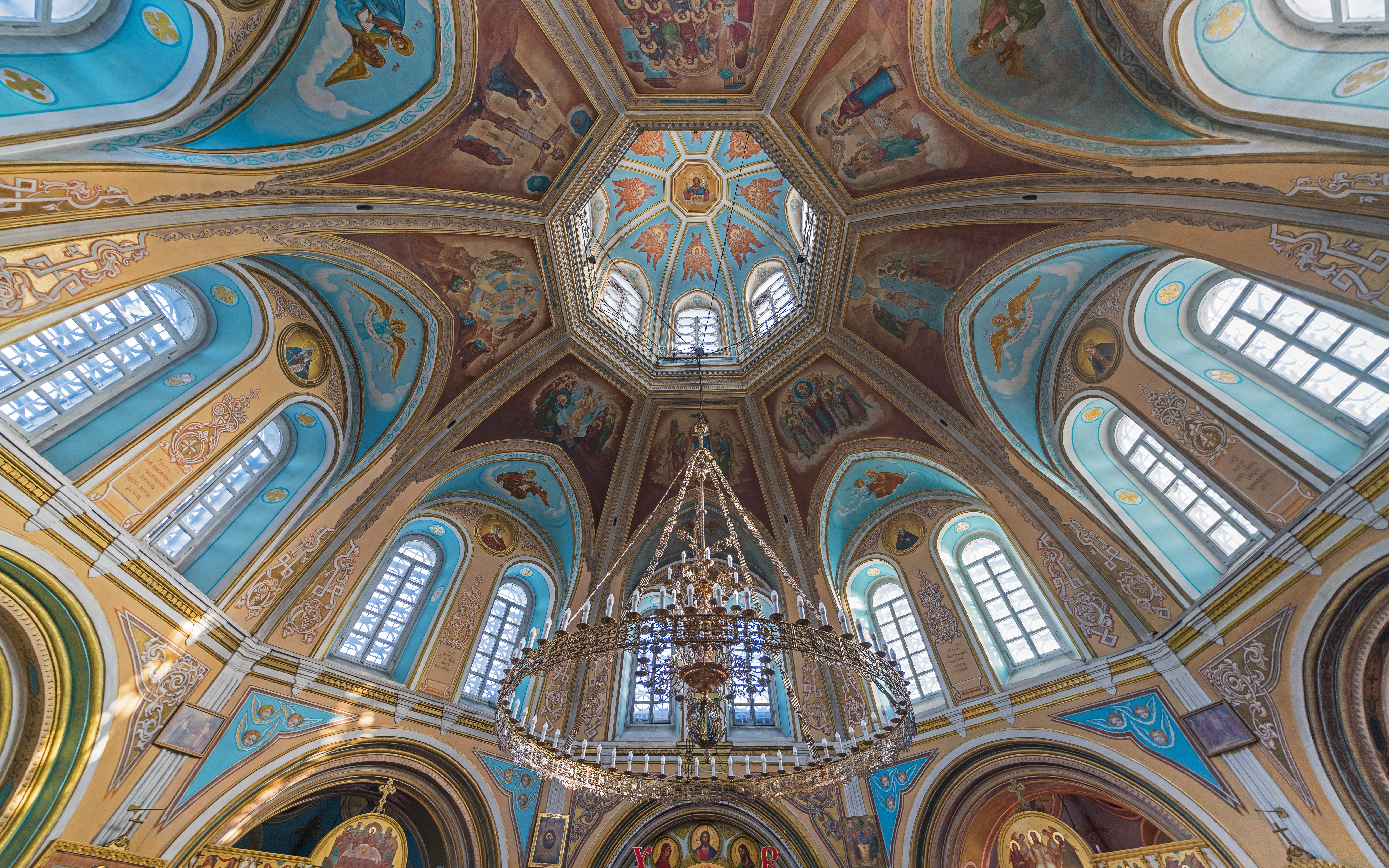
Церква Михайла Архангела, 1893 р.

## Відомі люди
- Аршава Ірина Федорівна (* 1955) — доктор психологічних наук, професор.
- Володимир Безобразов — економіст, академік Петербурзької АН (з 1867).
- Микола Воронін — археолог, доктор історичних наук.
- Микола Казанський — ботанік, флорист.
- Михайло Лазарєв — адмірал, мандрівник.
- Михайло Сперанський — державний діяч.
- Столєтов Олександр Григорович (1839—1896) — російський фізик, засновник фізичної лабораторії Московського університету.
- Сергій Танєєв (1856—1915) — композитор.
- Баталов Олексій Володимирович (1928—2017) — радянський і російський актор театру і кіно, кінорежисер, сценарист і громадський діяч, педагог.